# Portobello (Édimbourg)
Portobello est un faubourg balnéaire situé à 5 km à l'est du centre d'Édimbourg, le long de la côte du Firth of Forth, en Écosse.
Originellement appelée Figgate, c'était une station balnéaire. La ville a été intégrée à Édimbourg en 1896, dont elle constitue désormais l'un des quartiers. La promenade donne sur une large plage de sable de plus de 2 kilomètres de long.

## Histoire
La plage de Portobello était au XIXe siècle utilisée par le Edinburgh Light Horse pour la pratique des exercices. Walter Scott était leur quartier-maître. Alors qu'il chevauchait dans une charge en 1802, il a été frappé par un cheval et confiné à son logement pendant trois jours. En récupérant, il a terminé The Lay of the Last Minstrel. Portobello est ensuite devenu une station balnéaire et, en 1807, de nouveaux bains d'eau salée au pied de Bath Street et de Regent Street ont été érigés pour 5000 £. En 1822, une visite du roi George IV en Écosse organisée par Scott comprenait un examen des troupes et des Highlanders sur le sable, avec des spectateurs s'entassant sur les dunes. En 1833, la ville devint un bourg et, conjointement avec Leith et Musselburgh, elle était représentée par un député. Puis, en 1896, Portobello a été incorporé à Édimbourg par une loi du Parlement. Entre 1846 et 1964, une gare permit l'accès des visiteurs à la station, dont les installations comprenaient une grande piscine en plein air (fermée en 1979). L'acteur Sean Connery y a travaillé comme maître nageur sauveteur. En 1901, les bains de Portobello ont été ouverts sur la Promenade surplombant la plage. Ceux-ci, maintenant connus sous le nom de Portobello Swim Center, comprennent l'un des trois seuls bains turcs publics subsistants en Écosse. Il y avait aussi un lido (maintenant démoli) et une fête foraine permanente, qui a fermé en 2007. En 2019, Portobello a été élu meilleur quartier du Royaume-Uni aux 2020 Urbanism Awards.

## Sites
- Ancien hôtel de ville de Portobello (1914)
- Portobello Swim Centre (1901)
- Église Saint-Jean-l'Évangéliste de Portobello (1906)
- Ancien Cinéma George (Art Déco, 1939)

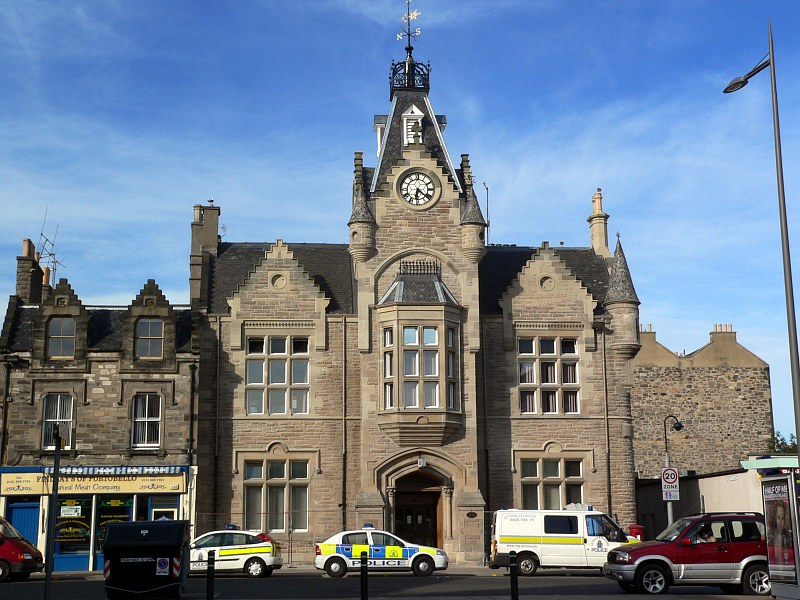
Portobello Police Station
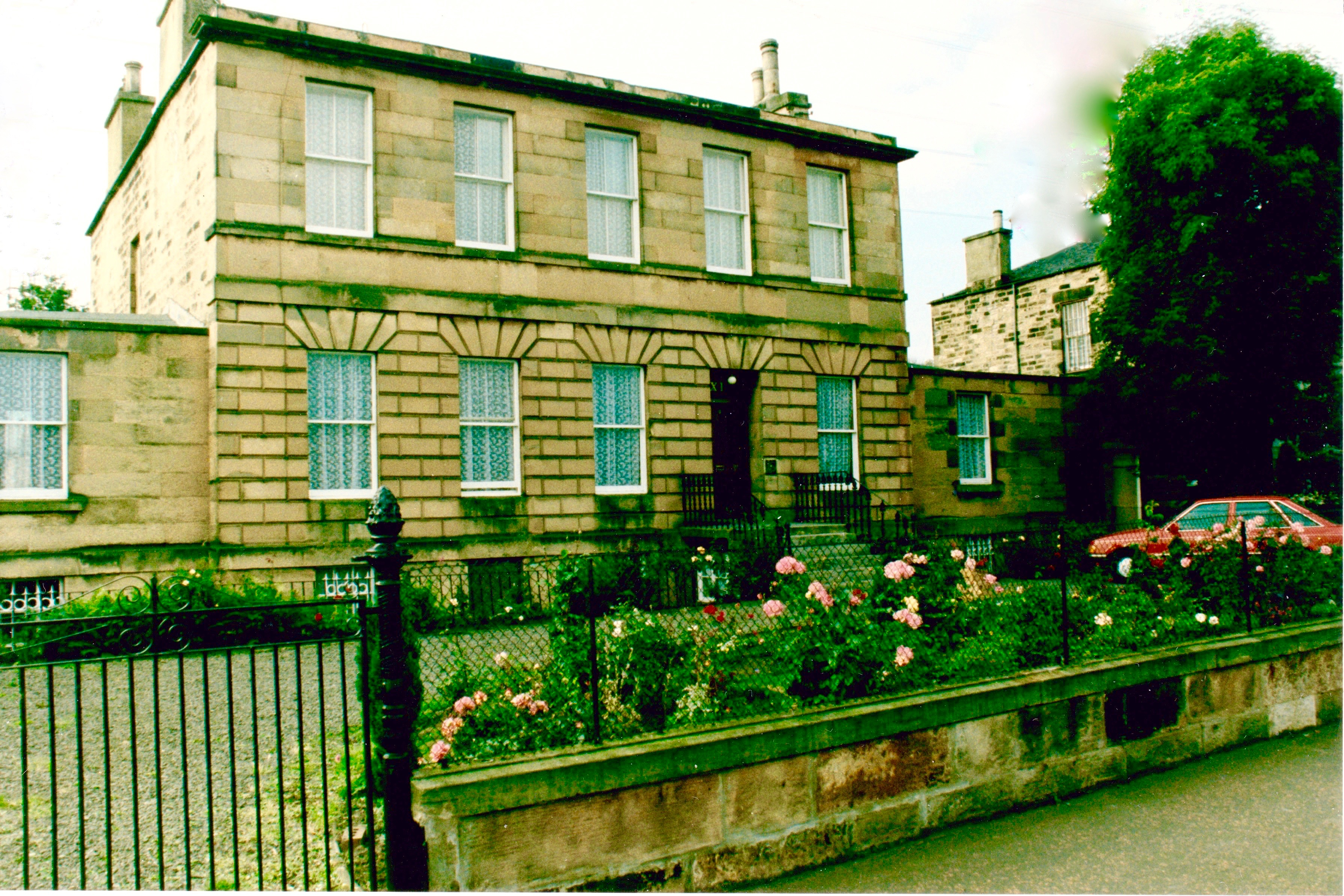
Brighton House
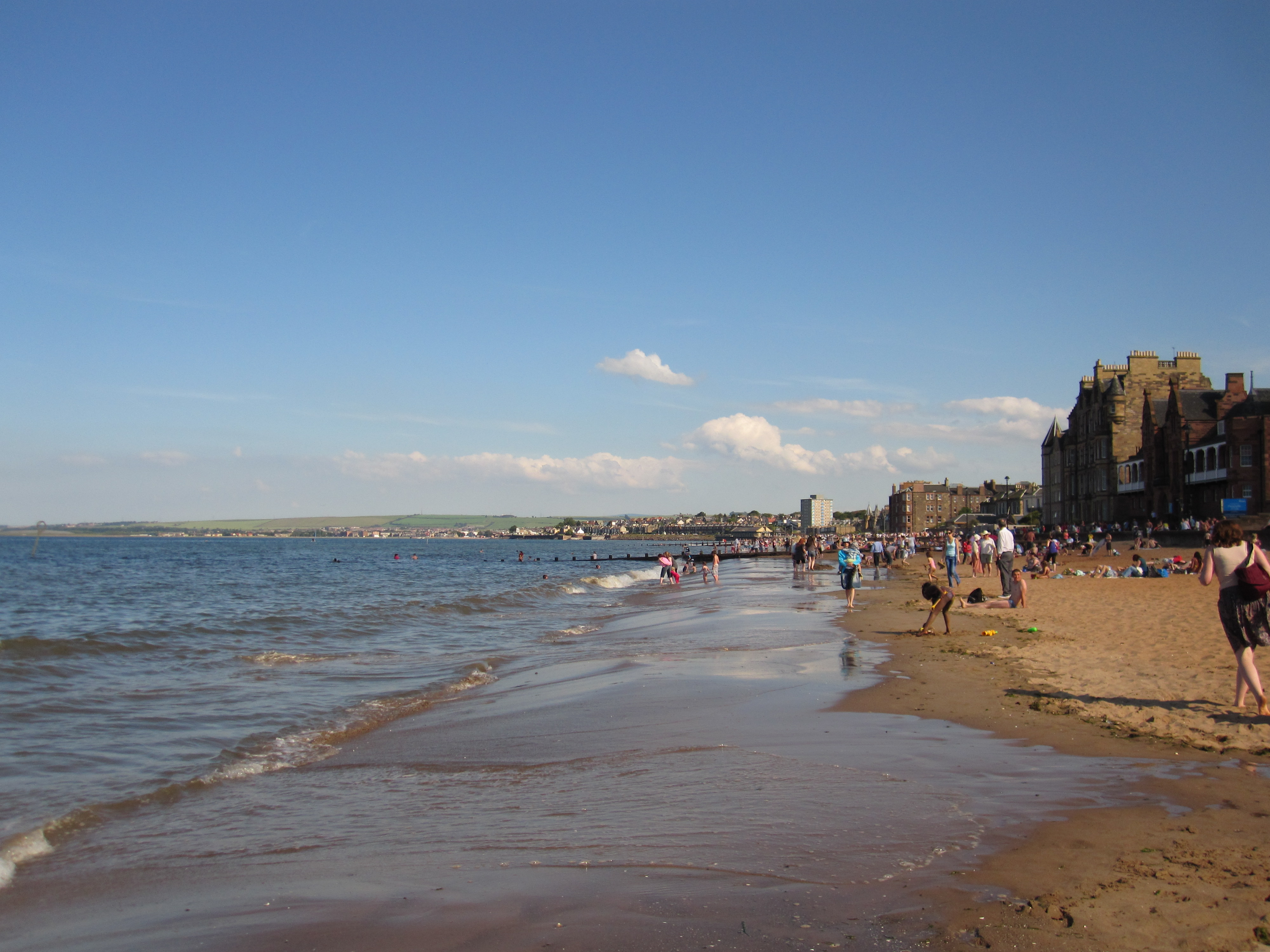
Plage
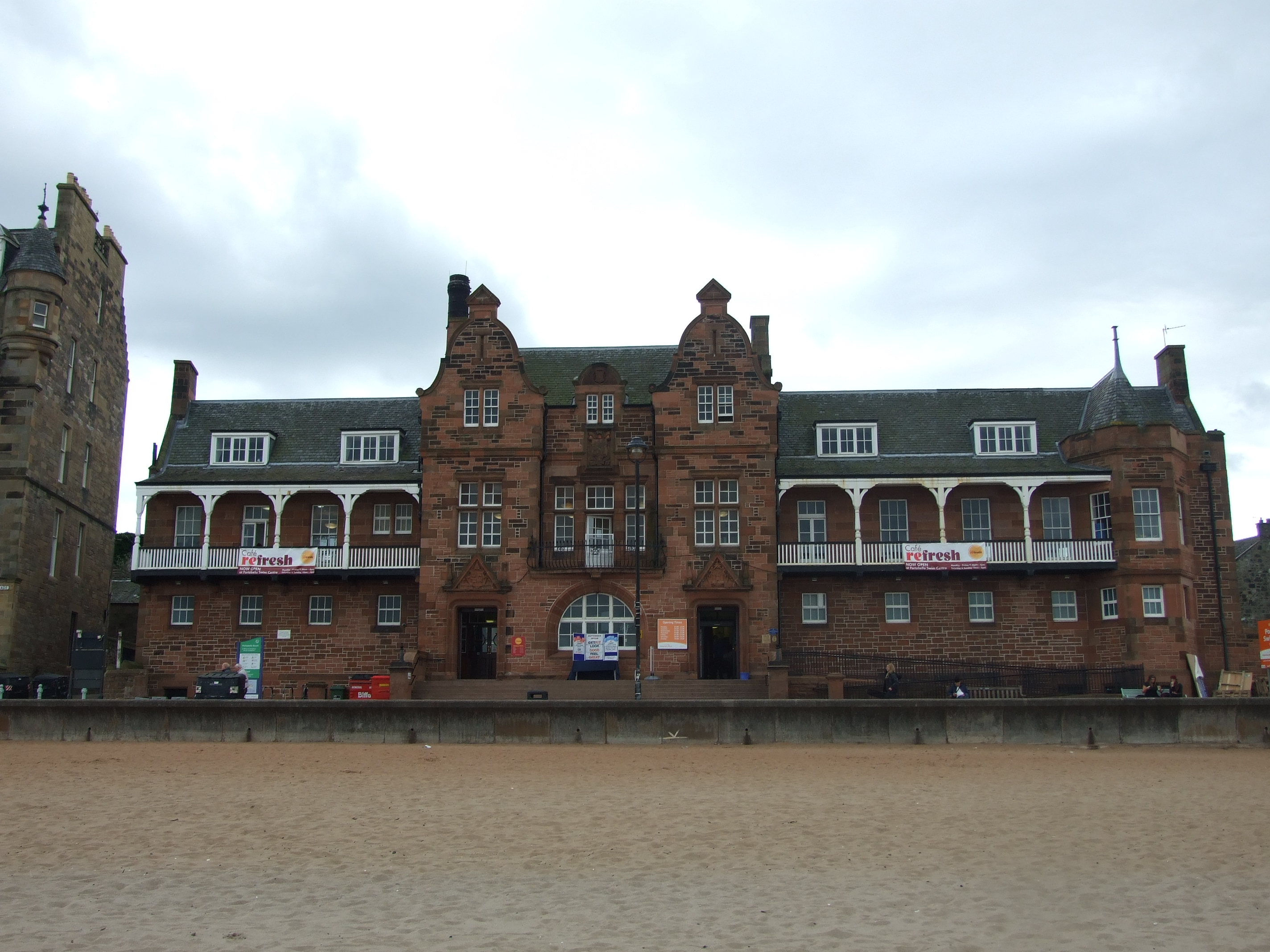
Piscine
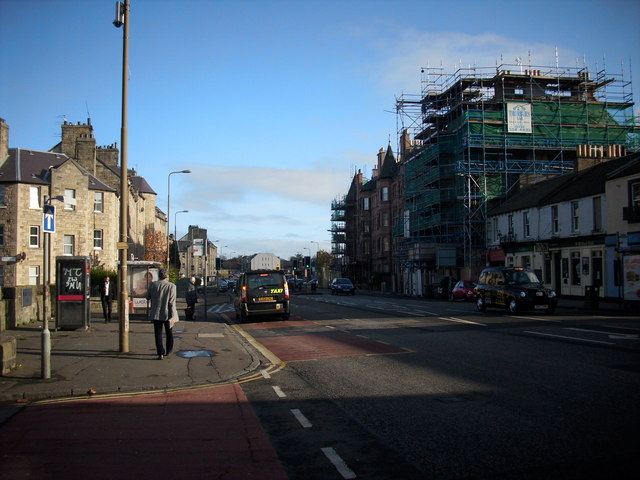
Portobello Road
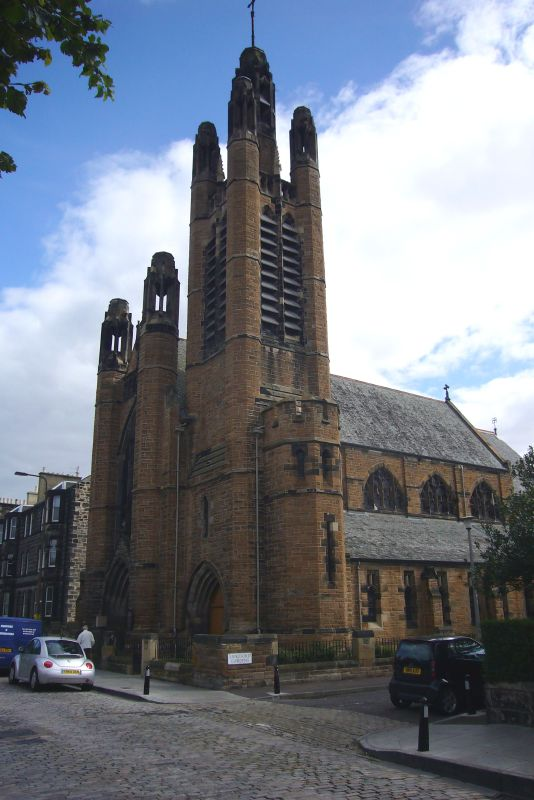
Église Saint-Jean-l'Évangéliste